# Charaxes guderiana
Charaxes guderiana е вид пеперуда от семейство Многоцветници (Nymphalidae). Видът не е застрашен от изчезване.

## Разпространение и местообитание
Разпространен е в Ангола, Ботсвана, Замбия, Зимбабве, Кения, Малави, Мозамбик и Танзания.
Обитава гористи местности, крайбрежия, плажове и езера.